# Northamptonshire
Il Northamptonshire (pronuncia /nɔːˈθæmptənʃə/ , o /nɔːθˈhæmptənʃɪə/, abbreviata Northants. o N/hants) è una contea dell'Inghilterra centrale situata nella regione delle Midlands Orientali.

## Geografia fisica
La contea confina a nord-ovest con il Leicestershire, a nord con il Rutland e per soli 19 metri con il Lincolnshire. A nord-est confina con il Cambridgeshire, ad est con il Bedfordshire ed il borough di Milton Keynes del Buckinghamshire. A sud confina con il Buckinghamshire e l'Oxfordshire e ad ovest con il Warwickshire.
Il territorio a nord-est è pianeggiante, mentre il resto della contea presenta un andamento ondulato che raggiunge l'altezza massima nella Arbury Hill di 225 metri. Verso nord-est scorre il fiume Nene che bagna il capoluogo di contea di Northampton. Parte del confine con il Leicestershire ed il confine con il Rutland è segnato dal fiume Welland.
Altri centri importanti sono Kettering (81 842), Corby (53 174), Wellingborough (48 428), Rushden (25 849) e Daventry (22 367).

## Suddivisioni
Le vecchie suddivisioni erano:
|  | 1. South Northamptonshire 2. Northampton 3. Daventry 4. Wellingborough 5. Kettering 6. Corby 7. East Northamptonshire |

Dal 2021 questi distretti e la contea sono stati aboliti a favore di due nuove autorità unitarie:
- North Northamptonshire
- West Northamptonshire

## Monumenti e luoghi d'interesse

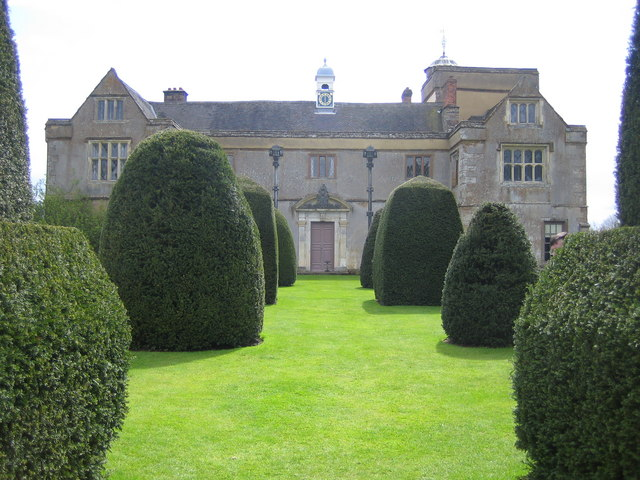
Canons Ashby House, casa elisabettiana del XVI secolo

- 78 Derngate, casa georgiana con interni del 1916-1917 dell'architetto Charles Rennie Mackintosh.
- Althorp, residenza di campagna, casa ancestrale della famiglia Spencer. Diana Spencer, la principessa del Galles, è sepolta qui in una piccola isola del lago che fa parte della tenuta.
- Barnwell Manor, residenza di campagna.
- Billing Aquadrome, parco di divertimenti alla periferia di Northampton.
- Borough Hill, collina vicino Daventry con un forte in terra dell'età del ferro e rovine di una villa romana.
- Boughton House, residenza di campagna.
- Blisworth tunnel, tunnel del canale Grand Union di 2 813 metri di lunghezza la cui costruzione risale al 1793.
- Brampton Valley Way, parco lineare di 21 km ricavato da una linea ferroviaria in disuso.
- Braunston, villaggio alla confluenza del Grand Union Canal e l'Oxford Canal, con un porto per 250 barche.
- Canons Ashby House, casa elisabettiana del XVI secolo.
- Castle Ashby, residenza del marchese di Northampton.
- Coton, villaggio popolare meta per i suoi giardini ed i suoi boschi dove fioriscono i giacinti.
- Daventry Country Park, parco con un lago artificiale alla periferia di Daventry.
- Delapré Abbey, abbazia medievale usata in seguito come residenza.
- Easton Neston, residenza di campagna vicino a Towcester progettata in stile neoclassico dall'architetto Nicholas Hawksmoor.
- Fotheringhay, villaggio con una chiesa del 1434 e le rovine di uno storico castello dove nel 1587 fu decapitata Maria Stuarda.
- Geddington, villaggio che conserva quella che si ritiene una delle Eleanor cross, croci innalzate da Edoardo I a memoria della moglie Eleonora di Castiglia.
- Holdenby House, residenza di campagna del 1583.
- Jurassic Way, sentiero di 142 km, che va da Banbury nell'Oxfordshire a Stamford nel Lincolnshire.
- Lamport Hall, residenza della famiglia Isham dal 1560 al 1976.
- Lyveden New Bield, residenza ad Aldwinkle St Peter.

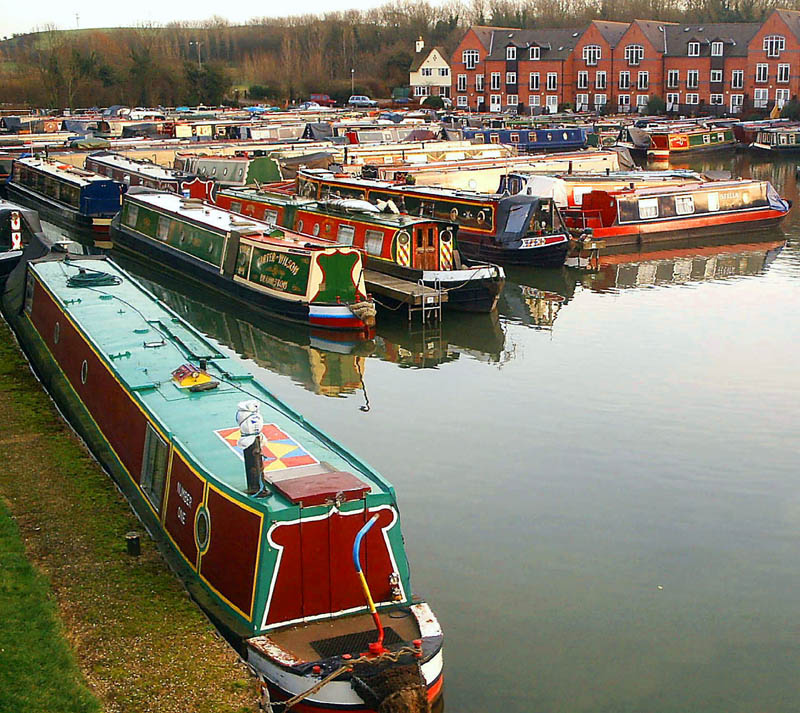
La marina del villaggio di Braunston

- Pitsford Reservoir, terzo lago artificiale per grandezza del Regno Unito, a circa 10 km da Northampton.
- Predbendal Manor House, residenza a Nassington.
- Naseby Field, luogo della battaglia di Naseby combattuta durante la guerra civile.
- Northampton Cathedral.
- Northampton & Lamport Railway, storica ferrovia con locomotive a vapore.
- Northamptonshire Ironstone Railway Trust, storica linea ferroviaria.
- Rockingham Castle.
- Rockingham Forest, antica foresta nel nord-est.
- Rockingham Motor Speedway, pista automobilistica inaugurata nel 2001.
- Rushton Triangular Lodge, costruzione eccentrica fatta costruire dal cattolico Sir Thomas Tresham tra il 1593 ed il 1597.
- Salcey Forest, antica foresta nel sud della contea.
- Silverstone Circuit, circuito dove si tengono il gran premio di Inghilterra di Formula uno e il gran premio motociclistico di Gran Bretagna del motomondiale.
- Stoke Bruerne Canal Museum, museo dedicato ai canali vicino al Grand Union canal.
- Sulgrave Manor, casa ancestrale della famiglia di George Washington.
- Watford Locks, serie di sette chiuse sul Grand Union Canal.
- Whittlewood Forest, antica foresta nel sud della contea.
- Wicksteed Park, parco di divertimenti a Kettering, inaugurato nel 1921 e ritenuto il più vecchio del Regno Unito.